# Taça da Liga 2007/08
De 2007/08 editie van de Taça da Liga (sponsornaam is Carlsberg Cup) was de eerste editie van de Portugese Ligabeker.

## 1e ronde
Aan de eerste ronde, op 4 en 5 augustus gespeeld, namen alleen de zestien teams van de Liga de Honra deel.
| Winnaar            | Uitslag      | Verliezer        |
| ------------------ | ------------ | ---------------- |
| CD Feirense        | 2-1          | CD Trofense *    |
| Varzim SC          | 3-1          | FC Vizela *      |
| SC Beira-Mar       | 0-0 ns (4-2) | SC Freamunde *   |
| GD Estoril-Praia * | 2-1          | CD Aves          |
| CD Fátima *        | 2-0          | CD Santa Clara   |
| Portimonense SC *  | 1-0          | Rio Ave FC       |
| Gondomar SC        | 1-0          | SC Olhanense *   |
| FC Penafiel        | 2-2 ns (5-4) | Gil Vicente FC * |

* speelde thuiswedstrijd

## 2e ronde
In de tweede ronde, op 12 augustus gespeeld, speelden de acht laagst geklasseerde teams van de SuperLiga tegen de winnaars van de eerste ronde, welke een thuiswedstrijd speelden.
| Winnaar               | Uitslag      | Verliezer           |
| --------------------- | ------------ | ------------------- |
| Vitória Guimarães     | 1-0          | CD Trofense *       |
| Leixões SC            | 4-0          | Varzim SC *         |
| SC Beira-Mar *        | 1-0          | Boavista FC         |
| CF Estrela da Amadora | 0-1          | GD Estoril-Praia *  |
| CD Fátima *           | 1-0          | Académica Coimbra   |
| Portimonense SC *     | 0-0 ns (4-3) | Naval 1º de Maio    |
| Vitória Setúbal       | 3-0          | Gondomar SC *       |
| FC Penafiel *         | 0-0 ns (5-4) | CS Marítimo Funchal |

* speelde thuiswedstrijd

## 3e ronde
In de derde ronde, op 26 september gespeeld, speelden de acht hoogst geklasseerde teams van de SuperLiga tegen de winnaars van de tweede ronde, welke een thuiswedstrijd speelden.
| Winnaar           | Uitslag      | Verliezer               |
| ----------------- | ------------ | ----------------------- |
| Sporting Lissabon | 0-0 ns (7-6) | Vitória Guimarães *     |
| União Leiria      | 2-0          | Leixões SC *            |
| SC Beira-Mar *    | 0-0 ns (4-3) | FC Paços de Ferreira    |
| SL Benfica        | 1-1 ns (5-4) | CF Estrela da Amadora * |
| CD Fátima *       | 0-0 ns (4-2) | FC Porto                |
| Portimonense SC * | 1-1 ns (4-3) | CF Belenenses           |
| Vitória Setúbal * | 2-0          | Sporting Braga          |
| FC Penafiel *     | 1-0          | CD Nacional Madeira     |

* speelde thuiswedstrijd

## 4e ronde
De winnaars van de derde ronde speelden twee wedstrijden tegen elkaar op 20/21 oktober en op 31 oktober.
| Winnaar             | Uitslagen | Verliezer         |
| ------------------- | --------- | ----------------- |
| Sporting Lissabon * | 1-2, 3-2  | CD Fátima         |
| FC Penafiel *       | 3-1, 0-1  | União Leiria      |
| Vitória Setúbal     | 0-1, 2-1  | SL Benfica *      |
| SC Beira-Mar        | 1-1, 3-1  | Portimonense SC * |

* speelde eerst een thuiswedstrijd

## Groepsfase
In de groepsfase speelden de vier winnaars van de vierde ronde drie groepsduels, op 9, 23 en 30 januari, waarna de groepswinnaar en de nummer twee de finale speelden.
| Club              | Wed | Win | Gel | Ver | DV | DT | +/− | Pnt |
| ----------------- | --- | --- | --- | --- | -- | -- | --- | --- |
| Vitória Setúbal   | 3   | 2   | 1   | 0   | 5  | 1  | +4  | 7   |
| Sporting Lissabon | 3   | 2   | 0   | 1   | 6  | 2  | +4  | 6   |
| FC Penafiel       | 3   | 0   | 2   | 1   | 3  | 5  | −2  | 2   |
| SC Beira-Mar      | 3   | 0   | 1   | 2   | 1  | 7  | −6  | 1   |

### Wedstrijden
| Winnaar             | Uitslag | Verliezer         |
| ------------------- | ------- | ----------------- |
| Vitória Setúbal *   | 1-0     | Sporting Lissabon |
| SC Beira-Mar *      | 1-1     | FC Penafiel       |
| FC Penafiel *       | 1-1     | Vitória Setúbal   |
| Sporting Lissabon * | 3-0     | SC Beira-Mar      |
| Vitória Setúbal *   | 3-0     | SC Beira-Mar      |
| Sporting Lissabon * | 3-1     | FC Penafiel       |

## Finale
|                         |                 |       |                   |                                                                          |
| 22 maart 2008 20:30 UTC | Vitória Setúbal | 0 – 0 | Sporting Lissabon | Estádio Algarve, Faro Toeschouwers: 28.000 Scheidsrechter: Pedro Proença |
| 22 maart 2008 20:30 UTC |                 |       |                   | Estádio Algarve, Faro Toeschouwers: 28.000 Scheidsrechter: Pedro Proença |

|                                      |       | strafschoppen                                                         |  |
| Auri Pitbull Elias Jorginho Paulinho | 3 – 2 | Leandro Romagnoli Ânderson Polga João Moutinho Liédson Marat Izmailov |  |